# Stanwood (Washington)

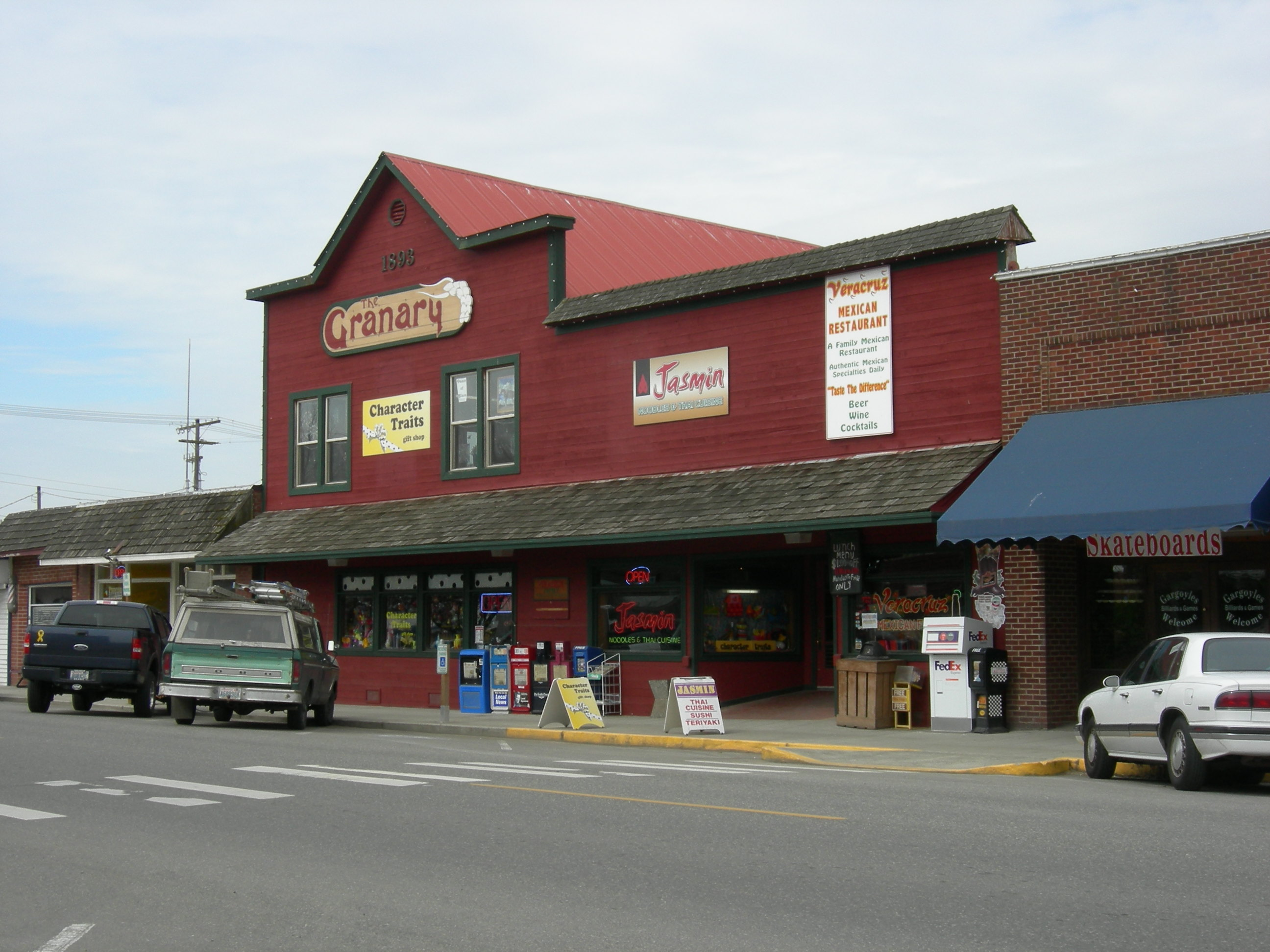
Das frühere „People’s Union“-Genossenschafts-Gebäude von 1903, heute ein kleiner Shurfine-Lebensmittelladen mit weiteren Einzelhandelsgeschäften und Restaurants in 271st Ave NW, Stanwood.

Stanwood ist eine Stadt (City) im Snohomish County im US-Bundesstaat Washington. Im Lushootseed wird Stanwood: Sŭl-gwähs’ genannt.
Die Stadt liegt etwa 80 km nördlich von Seattle an der Mündung des Stillaguamish River in den Puget Sound. Zum United States Census 2020 hatte Stanwood 7.705 Einwohner.

## Geschichte
Vor der Erkundung und Besiedlung durch die Europäer im 19. Jahrhundert wurde die Region am Puget Sound von den Küsten-Salish zugerechneten Indianern besiedelt. Die heutige Downtown Stanwood war die Heimat der von Chief Zis-aba geführten Stillaguamish, die hier ein Sŭl-gwähs' genanntes Dorf mit schätzungsweise 250 Einwohnern und drei großen Potlatch-Häusern bewohnten. George O. und G. L. Wilson wurden 1851 von Samuel Hancock mit einer Kanu-Expedition den Stillaguamish River aufwärts geführt und waren die ersten Amerikaner europäischer Abstammung, die den Fluss erkundeten.
Stanwood wurde erstmals 1866 von Robert Fulton besiedelt und anfangs „Centerville“ genannt. Das Postamt von Stanwood wurde 1870 als Centerville gegründet; der Name wurde 1877 von D. O. Pearson nach dem Mädchennamen seiner Frau in Stanwood geändert. Stanwood wurde offiziell am 19. Oktober 1903 als Gebietskörperschaft anerkannt, und wuchs an der Mündung des Stillaguamish River eine Meile (1,6 km) westlich der Gleise der 1891 gegründeten Seattle-Montana Great Northern Railway. Die H and H Railroad verband seit 1904 den Ort mit dem Bahnhof. East Stanwood (entlang der Eisenbahngleise) wurde 1906 parzelliert und 1922 anerkannt. Die beiden Städte wurden 1960 vereinigt.

### Historische Bauten
Zwei Gebäude in Stanwood werden im National Register of Historic Places geführt:

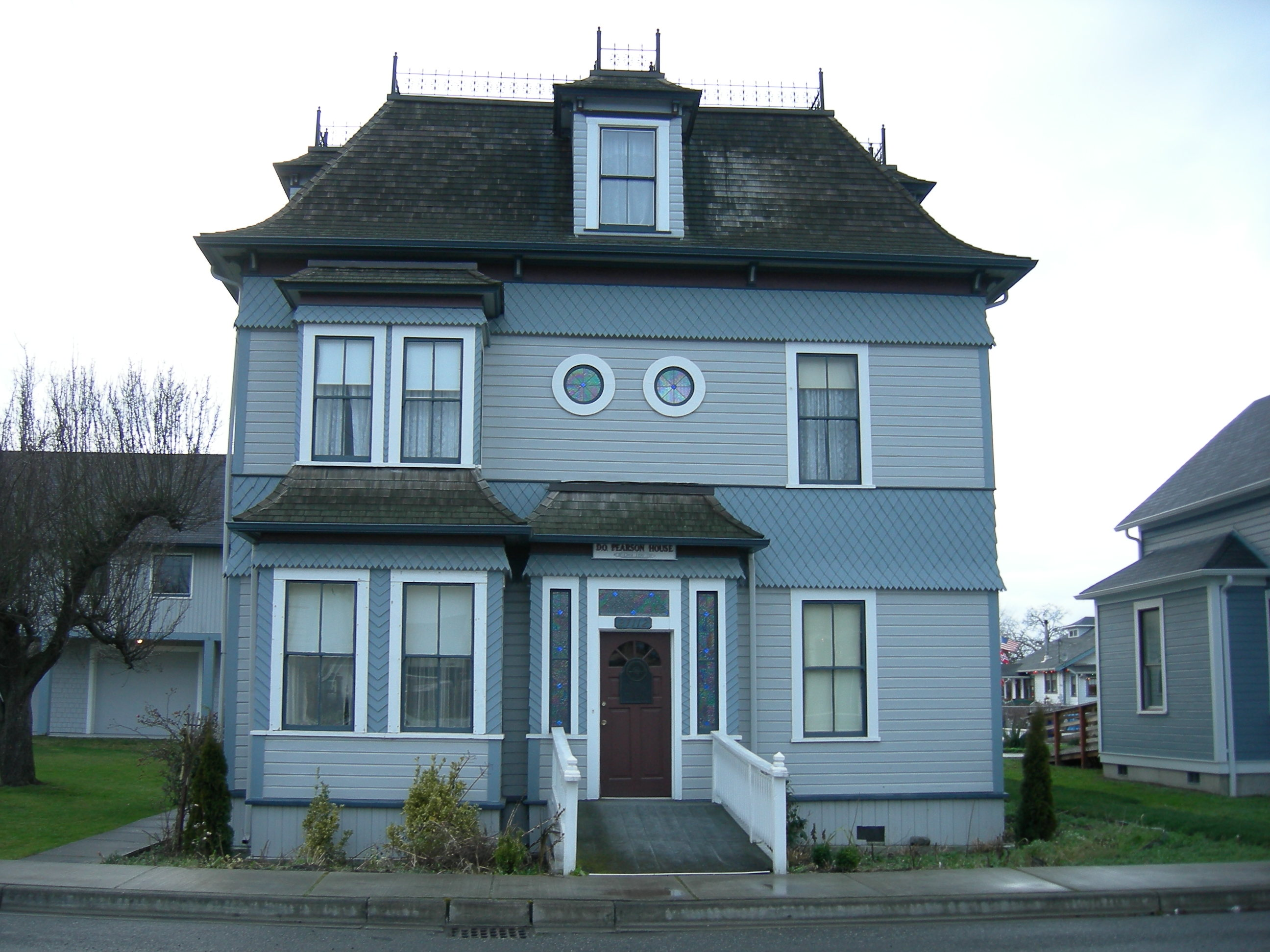
D. O. Pearson House, circa 1890, heute Teil des Stanwood Area History Museum.
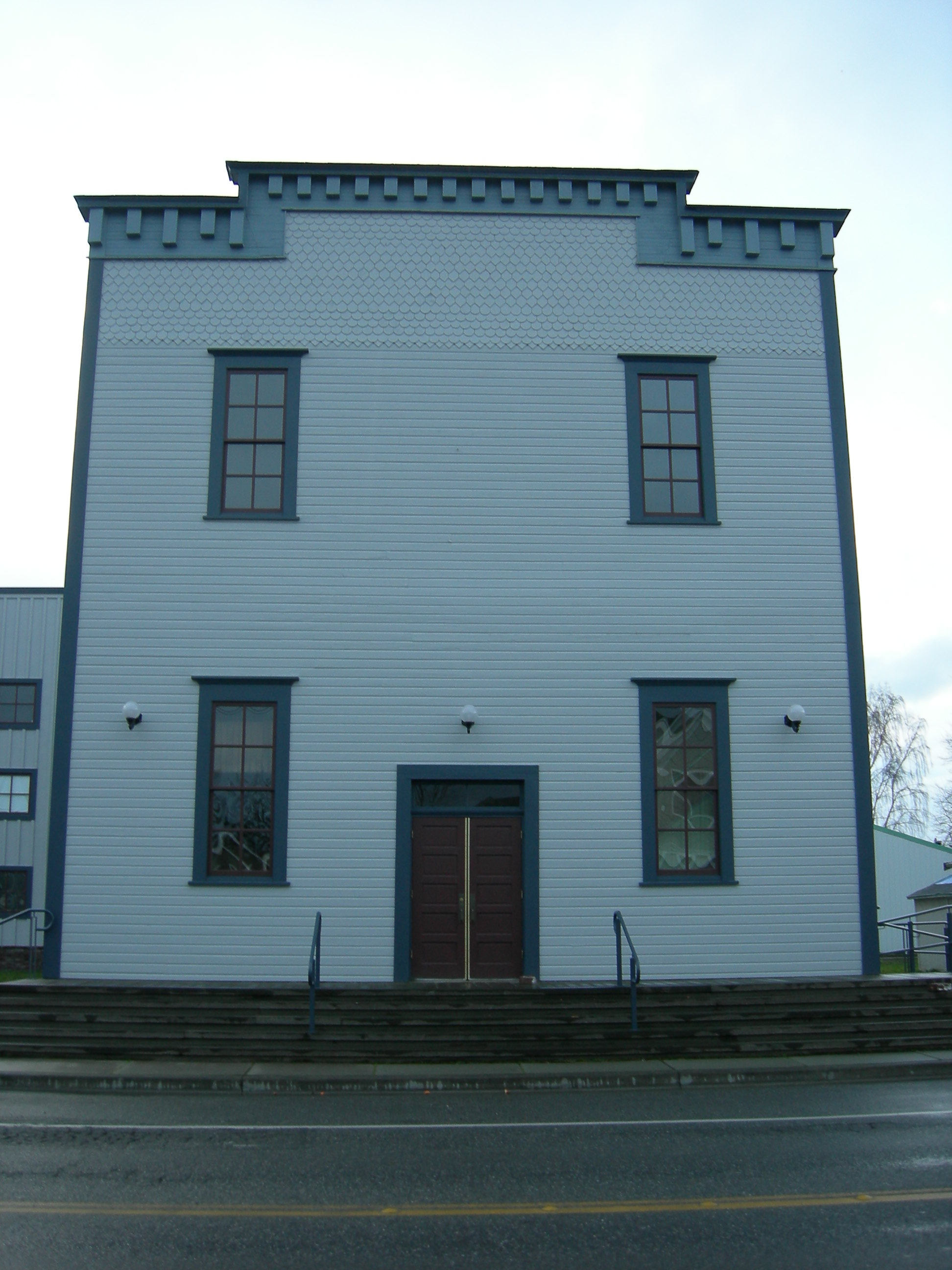
Stanwood IOOF Public Hall, 1903, heute Floyd Norgaard Cultural Center.

## Geographie
Nach dem United States Census Bureau nimmt die Stadt eine Gesamtfläche von 7,36 km² ein, wovon 7,3 km² Land- und der Rest Wasserflächen sind. Die Stadt liegt im Nordwesten des Snohomish County, und wird als Teil der Metropolregion Seattle aufgefasst. Stanwood liegt etwa 80 km nördlich von Seattle, und etwa 21 km westlich von Arlington, der nächstgelegenen Stadt.
Stanwood liegt an der Mündung des Stillaguamish River in den Port Susan, einen Arm des Puget Sound, und die Skagit Bay, die Mündung des Skagit River. Nach Westen liegt Davis Slough, welches Stanwood von Camano Island trennt, und die Grenze zwischen dem Snohomish County und dem Island County bildet. Die Höhenlagen in Stanwood reichen von etwa 60 cm über dem Meeresspiegel am Stillaguamish River bis etwa 58 m in den nordöstlichen Hügeln. In der Stadt gibt es fünf Fließgewässer mit einem Einzugsgebiet, das in den Stillaguamish River und den Puget Sound entwässert: Church Creek, Douglas Creek, Irvine Slough, sowie den Skagit River und den Stillaguamish River.:2–14
Stanwoods Stadtgrenzen sind allgemein definiert durch den Stillaguamish River im Süden, den 104th Drive Northwest im Westen, die 276th Street Northwest und die 290th Street Northwest im Norden sowie die 68th Avenue Northwest im Osten. Das Ausdehnungsgebiet (Urban Growth Area) von Stanwood besteht aus einem zusätzlichen 172 ha großen Gebiet außerhalb der Stadtgrenzen, das das gemeindefreie Gebiet Northwest Stanwood einschließt.:2-2
Das Gebiet von Stanwood wurde im Pleistozän geformt und später durch den Anstieg und das Absinken des Meeresspiegels sowie die Sediment-Ablagerungen des Skagit und des Stillaguamish River modelliert.:NF-9 Ein Großteil von Downtown Stanwood liegt in einer von einem Jahrhunderthochwasser bedrohten Zone, die sowohl zum Skagit als auch zum Stillaguamish River gehört.

### Nachbargemeinden
| Skagit Bay    | Conway                                      | Lake McMurray |
| Camano Island | Kompassrose, die auf Nachbargemeinden zeigt | Arlington     |
| Port Susan    | Warm Beach                                  | Silvana       |

## Legislative und Exekutive
Stanwood wird von einem Bürgermeister und einem Stadtrat regiert.
Es gibt einen Vertrag mit dem Snohomish County Sheriff’s Office für die polizeilichen Dienste. Die Stellvertreter (Deputies) des Sheriffs, die zur Straßenpatrouille in Stanwood abgeordnet sind, fahren Streifenwagen mit dem Logo der Stadt. Zurzeit gibt es 6 Streifenpolizisten, einen Schulbeauftragten (School Resource Officer), einen Kriminalbeamten, drei Wachtmeister und einen Abteilungsleiter, die der Stadt in Vollzeit zugeordnet sind.

## Demographie
| Jahr | Einwohner¹ |
| ---- | ---------- |
| 1910 | 544        |
| 1920 | 704        |
| 1930 | 715        |
| 1940 | 600        |
| 1950 | 710        |
| 1960 | 646        |
| 1970 | 1.347      |
| 1980 | 1.646      |
| 1990 | 1.961      |
| 2000 | 3.923      |
| 2010 | 6.231      |
| 2016 | 7.009      |
| 2020 | 7.705      |

¹ 1910–2020: Volkszählungsergebnisse
2016: Schätzung des United States Census Bureau

### Census 2010
Nach der Volkszählung von 2010 gab es in Stanwood 6.231 Einwohner, 2.388 Haushalte und 1.541 Familien. Die Bevölkerungsdichte betrug 853,1 pro km². Es gab 2.584 Wohneinheiten bei einer mittleren Dichte von 353,8 pro km².
Die Bevölkerung bestand zu 89,7 % aus Weißen, zu 1 % aus Afroamerikanern, zu 0,8 % aus Indianern, zu 1,7 % aus Asiaten, zu 0,3 % aus Pazifik-Insulanern, zu 2,6 % aus anderen „Rassen“ und zu 3,9 % aus zwei oder mehr „Rassen“. Hispanics oder Latinos „jeglicher Rasse“ bildeten 7 % der Bevölkerung.
Von den 2388 Haushalten beherbergten 38 % Kinder unter 18 Jahren, 47,7 % wurden von zusammen lebenden verheirateten Paaren, 12,1 % von alleinerziehenden Müttern und 4,7 % von alleinstehenden Vätern geführt; 35,5 % waren Nicht-Familien. 29,6 % der Haushalte waren Singles und 16,2 % waren alleinstehende über 65-jährige Personen. Die durchschnittliche Haushaltsgröße betrug 2,55 und die durchschnittliche Familiengröße 3,18 Personen.
Der Median des Alters in der Stadt betrug 35,9 Jahre. 28,1 % der Einwohner waren unter 18, 8 % zwischen 18 und 24, 27,2 % zwischen 25 und 44, 21,3 % zwischen 45 und 64 und 15,3 65 Jahre oder älter. Von den Einwohnern waren 47,3 % Männer und 52,7 % Frauen.

### Census 2000
Nach der Volkszählung von 2000 gab es in Stanwood 3.923 Einwohner, 1.402 Haushalte und 957 Familien. Die Bevölkerungsdichte betrug 768,9 pro km². Es gab 1.508 Wohneinheiten bei einer mittleren Dichte von 295,6 pro km².
Die Bevölkerung bestand zu 91,56 % aus Weißen, zu 0,59 % aus Afroamerikanern, zu 0,94 % aus Indianern, zu 1,1 % aus Asiaten, zu 0,23 % aus Pazifik-Insulanern, zu 2,52 % aus anderen „Rassen“ und zu 3,06 % aus zwei oder mehr „Rassen“. Hispanics oder Latinos „jeglicher Rasse“ bildeten 4,97 % der Bevölkerung.
Von den 1402 Haushalten beherbergten 42,3 % Kinder unter 18 Jahren, 51,3 % wurden von zusammen lebenden verheirateten Paaren, 12,3 % von alleinerziehenden Müttern geführt; 31,7 % waren Nicht-Familien. 26,7 % der Haushalte waren Singles und 13,8 % waren alleinstehende über 65-jährige Personen. Die durchschnittliche Haushaltsgröße betrug 2,65 und die durchschnittliche Familiengröße 3,22 Personen.
Der Median des Alters in der Stadt betrug 34 Jahre. 31,5 % der Einwohner waren unter 18, 6,6 % zwischen 18 und 24, 30,6 % zwischen 25 und 44, 14,5 % zwischen 45 und 64 und 16,9 65 Jahre oder älter. Auf 100 Frauen kamen 89,9 Männer, bei den über 18-Jährigen waren es 81,2 Männer auf 100 Frauen.
Alle Angaben zum mittleren Einkommen beziehen sich auf den Median. Das mittlere Haushaltseinkommen betrug 44.512 US$, in den Familien waren es 52.996 US$. Männer hatten ein mittleres Einkommen von 40.457 US$ gegenüber 26.738 US$ bei Frauen. Das Pro-Kopf-Einkommen betrug 16.775 US$. Etwa 9 % der Familien und 12 % der Gesamtbevölkerung lebte unterhalb der Armutsgrenze; das betraf 8,9 % der unter 18-Jährigen und 23,4 % der über 65-Jährigen.

## Verkehr
Stanwood liegt an der Washington State Route 532, einem von Ost nach West verlaufenden Highway, der Camano Island mit der Interstate 5 östlich von Stanwood verbindet. Die Stadt wird auch von zwei weiteren Hauptverkehrsadern versorgt: dem Pioneer Highway, historisch gesehen Teil der Washington State Route 530 und dem Pacific Highway (U.S. Route 99), der nordwärts nach Conway und ostwärts nach Arlington führt; sowie dem Marine Drive, der weiter nach Warm Beach, die Tulalip Indian Reservation und Marysville im Süden führt.:7
Der öffentliche Verkehr in Stanwood wird von Community Transit und Island Transit angeboten, den Verkehrsgesellschaften der Countys Snohomish und Island. Community Transit bietet tägliche Busverbindungen nach Warm Beach, North Lakewood und Smokey Point. Während der Stoßzeiten gibt es auch einen Express-Service für Pendler zum Boeing-Werk Everett und nach Downtown Seattle von zwei Park&Ride-Plätzen im Gebiet von Stanwood aus. Island Transit bietet Verbindungen nach Camano Island auf zwei Routen an, außerdem einen Pendler-Service nach Mount Vernon und Everett.:20–21
Durch Stanwood verkehrt eine von der BNSF Railway betriebene Bahnlinie in Nord-Süd-Richtung, die Fracht- und Personenverkehr in die Stadt bringt. Amtrak Cascades bietet Anschluss über eine Personenverkehr-Verbindung ab der Stanwood Station in Downtown Stanwood in Richtung Süden nach Seattle und in Richtung Norden nach Vancouver (British Columbia).:19 Der Bahnhof wurde am 21. November 2009 eröffnet, indem der Personenverkehr, der seit 1971 unterbrochen war, wieder aufgenommen wurde.

## Bildung
Öffentliche Schulen in Stanwood werden vom Stanwood-Camano School District betrieben, welcher die Stadt und die Nachbargemeinden abdeckt; dazu gehören auch Camano Island, Lake Ketchum und Warm Beach. Der Bezirk versorgte 2014 etwa 4.554 Schüler und Studenten und betreibt insgesamt elf Schulen, darunter eine Highschool, zwei Mittelschulen und vier Grundschulen in Stanwood.
Stanwoods nächstgelegene höhere Bildungsinstitutionen sind das Skagit Valley College in Mount Vernon, und das Everett Community College in Nord-Everett.

## Persönlichkeiten
- Bundle of Hiss – eine Grunge-Band
- Fanny Cory – Künstlerin und Illustratorinartist and illustrator
- T. J. Oshie (* 1986) – Center-Spieler bei den Washington Capitals und US-Olympiateilnehmer
- Eugene H. Peterson (1932–2018) – Geistlicher und Autor
- Ted Richards – American-Football-Spieler
- Zakarias Toftezen – Pionier der Frühzeit
- Francesca Woodman (1958–1981) – Fotografin